# 올무에
올무에(스페인어: Olmué)는 칠레 발파라이소 주 마르가마르가 현의 코무나이다.